# پیترانیکو
پیترانیکو (به ایتالیایی: Pietranico) یک کومونه در ایتالیا است که در استان پسکارا واقع شده‌است.

## خصوصیات
پیترانیکو ۱۴ کیلومترمربع مساحت و ۵۸۲ نفر جمعیت دارد و ۵۹۰ متر بالاتر از سطح دریا واقع شده‌است.